# Viorel Iordăchescu
Viorel Iordăchescu (* 20. April 1977 in Chișinău) ist ein moldauischer Schach-Großmeister.
Sein Schachlehrer war Wjatscheslaw Tschebanenko. Selber war Viorel Iordachescu Sekundant von Vüqar Həşimov.
Im Turnier von Vlissingen 2005 belegte er den geteilten ersten Platz. Dieselbe Platzierung erreichte er 2010 im Dubai Open. Iordăchescu nahm am Schach-Weltpokal 2011 teil, scheiterte aber in der ersten Runde an Sébastien Feller.
Für Moldau nahm er an den Schacholympiaden 1994, 1996, 1998, 2002, 2004, 2006, 2008, 2010 und 2012 teil. Für die Schacholympiade 2000 war er als Reservespieler nominiert worden, kam aber nicht zum Einsatz. Außerdem nahm Iordăchescu an den Mannschaftseuropameisterschaften 2011 und 2015 teil. In der französischen Mannschaftsmeisterschaft spielt er seit der Saison 2009/10 für Metz Fischer, in der belgischen Interclubs spielte er in den Spielzeiten 2004/05 und 2005/06 für den SC Jean Jaurès.